# پارانا ۱۷۷۹
سیارک ۱۷۷۹ (به انگلیسی: 1779 Parana، نامگذاری:1950LZ) هزار و هفتصد و هفتاد و نهمین سیارک کشف شده‌است که در ۱۵ ژوئن ۱۹۵۰ کشف شد.
قدر مطلق سیارک برابر ۱۴٫۲۰ است.